# Wilhelm Fryderyk Hanowerski
Wilhelm Fryderyk Hanowerski (ur. 15 stycznia 1776 w Rzymie, zm. 30 listopada 1834 w Bagshot Park) – książę Wielkiej Brytanii i Irlandii, Hanoweru. 
Po śmierci ojca 25 sierpnia 1805 odziedziczył jego tytuły księcia Gloucester i Edynburga oraz hrabiego Connaught. Studiował w Trinity College na Uniwersytecie Cambridge . Wojskowy, od 1816 marszałek polny.
Urodził się jako jedyny syn (najmłodsze spośród trojga dzieci) księcia Gloucester i Edynburga Wilhelma Henryka i jego żony księżnej Marii. Był prawnukiem króla Wielkiej Brytanii Jerzego II oraz jego małżonki królowej Karoliny.
22 lipca 1816 w St. James’s Palace poślubił swoją siostrę stryjeczną, córkę króla Jerzego III i jego żony królowej Charlotty - księżniczkę  Marię. Para nie miała dzieci.